# Censorinus (månekrater)
Censorinus er et lille nedslagskrater på Månen. Det befinder sig på en højderyg sydøst for Mare Tranquillitatis på Månens forside og er opkaldt efter den romerske forfatter Censorinus (3. århundrede).
Navnet blev officielt tildelt af den Internationale Astronomiske Union (IAU) i 1935. 

## Omgivelser
Censorinuskrater har Maskelynekrateret liggende mod nordøst.

## Karakteristika
Krateret udmærker sig ved et område med materiale af høj albedo, som omgiver randen. Det gør dette krater meget tydeligt, når solen rammer det i en stor vinkel, og det er et af de klareste objekter på Månens forside. Lyse striber udgår radialt fra krateret og giver kontrast til det mørkere mare.
Censorinus har en skarp, høj rand og et symmetrisk, skålformet indre. Nærbilleder af det taget under Lunar Orbiter-programmet viser mange store klippestykker liggende langs den skrånende ydre vold. Overfladen nær krateret er bakket på grund af udkastet materiale. Ellers er krateret uden specielle træk

## Satellitkratere
De kratere, som kaldes satellitter, er små kratere beliggende i eller nær hovedkrateret. Deres dannelse er sædvanligvis sket uafhængigt af dette, men de får samme navn som hovedkrateret med tilføjelse af et stort bogstav. På kort over Månen er det en konvention at identificere dem ved at placere dette bogstav på den side af satellitkraterets midte, som ligger nærmest hovedkrateret. Censorinuskrateret har følgende satellitkratere:
| Censorinus | Længde | Bredde  | Diameter |
| ---------- | ------ | ------- | -------- |
| A          | 0,4° S | 33,0° Ø | 7 km     |
| B          | 2,0° S | 31,4° Ø | 8 km     |
| C          | 3,0° S | 34,1° Ø | 28 km    |
| D          | 1,9° S | 35,8° Ø | 10 km    |
| E          | 3,6° S | 34,8° Ø | 12 km    |
| H          | 1,8° S | 33,7° Ø | 10 km    |
| J          | 1,0° S | 31,3° Ø | 5 km     |
| K          | 1,0° S | 28,8° Ø | 4 km     |
| L          | 2,5° S | 31,2° Ø | 4 km     |
| N          | 1,9° S | 36,5° Ø | 36 km    |
| S          | 3,8° S | 36,1° Ø | 17 km    |
| T          | 3,2° S | 31,1° Ø | 5 km     |
| U          | 1,5° S | 34,4° Ø | 3 km     |
| V          | 0,6° S | 35,4° Ø | 4 km     |
| W          | 1,0° S | 37,5° Ø | 9 km     |
| X          | 0,5° S | 37,2° Ø | 18 km    |
| Z          | 3,7° S | 36,8° Ø | 12 km    |

Det følgende krater er blevet omdøbt af IAU:
- Censorinus F — Se Leakeykrateret.

## Måneatlas
- Billeder af Censorinuskrateret i LPI-måneatlasset